# Metrischer Raum
Eine Metrik (auch Abstandsfunktion) ist in der Mathematik eine Funktion, die je zwei Elementen (auch Punkte genannt) einer Menge (auch Raum genannt) einen nichtnegativen reellen Wert zuordnet. Dieser Wert wird als Abstand der beiden Punkte (unter dieser Metrik) bezeichnet. Unter einem metrischen Raum versteht man eine Menge, auf der eine Metrik definiert ist.
Zu einer Menge kann es mehrere (nicht-äquivalente) Metriken geben.

## Formale Definition
Sei {\displaystyle X} eine beliebige Menge. Eine Abbildung {\displaystyle d\colon X\times X\to \mathbb {R} } heißt Metrik auf {\displaystyle X}, wenn für beliebige Elemente {\displaystyle x}, {\displaystyle y} und {\displaystyle z} von {\displaystyle X} die folgenden Eigenschaften gelten:
| (1) Positive Definitheit: | {\displaystyle d\left(x,y\right)\geq 0} und {\displaystyle d\left(x,y\right)=0\Longleftrightarrow x=y}, |
| (2) Symmetrie:            | {\displaystyle d\left(x,y\right)=d(y,x)},                                                               |
| (3) Dreiecksungleichung:  | {\displaystyle d\left(x,y\right)\leq d(x,z)+d(z,y)}.                                                    |

## Grundbegriffe
{\displaystyle (X,d)} heißt metrischer Raum, wenn {\displaystyle d} eine Metrik auf {\displaystyle X} ist. Manche Autoren fordern zusätzlich, dass {\displaystyle X} eine nichtleere Menge sein soll. In der Praxis bezeichnet man zumeist {\displaystyle X} allein als den metrischen Raum, wenn aus dem Kontext klar ist, dass in diesem Raum die Metrik {\displaystyle d} benutzt wird.
Eine Isometrie ist eine Abbildung, die zwei metrische Räume aufeinander abbildet und dabei die Metrik – also die Abstände zwischen je zwei Punkten – erhält.

### Durchmesser einer Untermenge in einem metrischen Raum
Eine Menge {\displaystyle A\subset X} wird beschränkt genannt, wenn die Größe
{\displaystyle \sup\{d(x,y):x,y\in A\}}
endlich ist. Eine beschränkte Menge {\displaystyle A} hat {\displaystyle \operatorname {diam} (A):=\sup\{d(x,y):x,y\in A\}} als endlichen Durchmesser.

## Verallgemeinerungen und Spezialisierungen
Durch Abschwächung, Weglassen oder Verschärfung von einer oder mehreren der Bedingungen (1) bis (3) ergeben sich verschiedene Verallgemeinerungen bzw. Spezialisierungen. Die Bezeichnungen für die Verallgemeinerungen sind leider nicht für alle Gebiete der Mathematik, in denen sie verwendet werden, standardisiert. So wird speziell unter einer Semimetrik in der Funktionalanalysis etwas anderes verstanden als in der Topologie (siehe unten).

### Ultrametrik
Wird die Bedingung der Dreiecksungleichung dahingehend verschärft, dass der Abstand {\displaystyle d(x,y)} nicht länger sein darf als der längere der beiden Abstände {\displaystyle d(x,z)} und {\displaystyle d(z,y)} (mit beliebigem {\displaystyle z}), erhält man den Begriff der Ultrametrik.

### Pseudometrik
Wird auf die Bedingung {\displaystyle d\left(x,y\right)=0\Rightarrow x=y} verzichtet, so erhält man den Begriff der Pseudometrik. In der Funktionalanalysis wird hierfür auch die Bezeichnung Halbmetrik oder Semimetrik verwendet. In pseudometrischen Räumen können nichtidentische Punkte den Abstand 0 haben. Eine Pseudometrik ist positiv semidefinit, d. h. Abstände sind stets größer oder gleich 0.

### Quasimetrik
Wird auf die Symmetrie verzichtet, erhält man den Begriff der Quasimetrik. Aus einer Quasimetrik {\displaystyle d'} lässt sich durch {\displaystyle d(x,y):={\tfrac {1}{2}}(d'(x,y)+d'(y,x))} eine Metrik auf {\displaystyle X} erzeugen.

### Pseudoquasimetrik
Verzichtet man auf beide in den zwei vorangegangenen Unterabschnitten erwähnten Bedingungen, erhält man den Begriff der Pseudoquasimetrik. Ein Raum mit Pseudoquasimetrik ist dasselbe wie eine (kleine) {\displaystyle (\mathbb {R} _{0}^{+},\geq ,+,0)}-angereicherte Kategorie. Lässt man darüber hinaus Abstände von {\displaystyle \infty } zu, mit den dafür naheliegenden Eigenschaften von {\displaystyle +} und {\displaystyle \geq }, erhält man Lawvere metric spaces.

### Nicht-archimedische Metriken
Wird die Dreiecksungleichung abgeschwächt oder verschärft, dann erhält man nicht-archimedische Metriken. Ein Beispiel ist etwa {\displaystyle d(x,y)\leq K(d(x,z)+d(z,y))} für ein {\displaystyle K>1} oder die Ultrametrik.
In der Topologie werden Metriken ohne Dreiecksungleichung manchmal auch als Semimetriken bezeichnet.

### Prämetrik
Wird nur Nicht-Negativität und Bedingung (1) gefordert, dann spricht man von einer Prämetrik.
Auf {\displaystyle \mathbb {R} } ist zum Beispiel durch
{\displaystyle d(x,y)={\begin{cases}1&{\text{falls }}x>y,\\|x-y|&{\text{sonst }}\end{cases}}}
eine solche Prämetrik definiert.

## Beispiele

### Durch Normen erzeugte Metriken
Jede Norm {\displaystyle \|\cdot \|} auf einem Vektorraum {\displaystyle V} induziert durch die Festlegung
{\displaystyle d(x,y):=\|x-y\|}
eine Metrik {\displaystyle d}. Somit ist jeder normierte Vektorraum (und erst recht jeder Innenproduktraum, Banachraum oder Hilbertraum) und jede Teilmenge davon ein metrischer Raum. 
In jeden affinen Raum {\displaystyle M} über einem normierten Vektorraum {\displaystyle V} erzeugt die Norm {\displaystyle \|\cdot \|} auf {\displaystyle V} eine Metrik {\displaystyle d} auf {\displaystyle M}, nämlich über die Norm des Verbindungsvektors vermöge
{\displaystyle d(P,Q):=\|{\overrightarrow {PQ}}\|}. Somit ist jeder affine Raum über einem normierten Vektorraum ein metrischer Raum.
Eine Metrik, die aus einer p-Norm abgeleitet ist, heißt auch Minkowski-Metrik. Wichtige Spezialfälle sind
- die Manhattan-Metrik zu {\displaystyle p=1},
- die euklidische Metrik zu {\displaystyle p=2},
- die Maximum-Metrik zu {\displaystyle p=\infty }.

Weitere Beispiele für Normen (und damit auch für Metriken) finden sich im Artikel Norm (Mathematik).
Aus einer p-Norm abgeleitet sind zum Beispiel die Metriken der folgenden wichtigen Räume:
- der eindimensionale Raum der reellen oder komplexen Zahlen mit dem absoluten Betrag als Norm (mit beliebigem {\displaystyle p}) und der dadurch gegebenen Betragsmetrik

{\displaystyle d(x,y):=|x-y|}
- der euklidische Raum mit seiner durch den Satz des Pythagoras gegebenen euklidischen Metrik (zur euklidischen Norm für {\displaystyle p=2})

{\displaystyle d(x,y):={\sqrt {(x_{1}-y_{1})^{2}+\dotsb +(x_{n}-y_{n})^{2}}}}
Als eine Fréchet-Metrik auf einem Vektorraum {\displaystyle V} wird gelegentlich eine Metrik
{\displaystyle d(x,y):=\rho (x-y)}
bezeichnet, die von einer Funktion {\displaystyle \rho } induziert wird, welche die meisten Eigenschaften einer Norm besitzt, aber nicht homogen ist. Die Begriffsbildung kann auf affine Räume {\displaystyle M} über solchen Vektorräumen erweitert werden per
{\displaystyle d(P,Q):=\rho ({\overrightarrow {PQ}})}.
Ein Raum mit einer Fréchet-Metrik ist ein Fréchet-Raum, aber nicht jeder Fréchet-Raum hat eine Fréchet-Metrik.

### Nicht durch Normen erzeugte Metriken
- Auf jeder Menge lässt sich eine triviale Metrik, die sogenannte gleichmäßig diskrete Metrik (die sogar eine Ultrametrik ist) definieren durch
{\displaystyle d(x,y):={\begin{cases}0&{\text{falls }}x=y,\\1&{\text{sonst}}.\end{cases}}}

Sie induziert die diskrete Topologie.
- Auf {\displaystyle \mathbb {R} } wird durch {\displaystyle \delta (x,y):=|\arctan(x)-\arctan(y)|\,} eine Metrik definiert. Bezüglich dieser Metrik ist {\displaystyle \mathbb {R} } nicht vollständig. So ist z. B. die Folge {\displaystyle (n)_{n\in \mathbb {N} }} eine {\displaystyle \delta }-Cauchy-Folge, die nicht in {\displaystyle \mathbb {R} } konvergiert. Die von dieser Metrik erzeugte Topologie stimmt zwar mit der Standardtopologie auf {\displaystyle \mathbb {R} } überein, aber die von den beiden Metriken induzierten uniformen Strukturen sind offensichtlich verschieden.
- Im Allgemeinen nicht durch eine Norm induziert ist die riemannsche Metrik, die aus einer differenzierbaren Mannigfaltigkeit eine riemannsche Mannigfaltigkeit macht. Beispiele dafür:
  - die natürliche Metrik auf einer Kugeloberfläche, in der der Großkreis die kürzeste Verbindung (Geodäte) zwischen zwei Punkten ist;
  - die uneigentliche Metrik im Minkowski-Raum {\displaystyle \mathbb {R} \times \mathbb {R} ^{3}} der speziellen Relativitätstheorie, in der zeitähnliche Abstände durch {\displaystyle \left[(\Delta t)^{2}-(\Delta x/c)^{2}-(\Delta y/c)^{2}-(\Delta z/c)^{2}\right]^{1/2}} und ortsähnliche Abstände durch {\displaystyle \left[(\Delta x)^{2}+(\Delta y)^{2}+(\Delta z)^{2}-(\Delta ct)^{2}\right]^{1/2}}gegeben sind;
  - die von der Materieverteilung abhängige Verallgemeinerung dieser Metrik in der allgemeinen Relativitätstheorie.
- Die französische Eisenbahnmetrik ist ein beliebtes Übungsbeispiel für eine nicht durch eine Norm induzierte Metrik. Sie wird unter Bezugnahme auf einen ausgezeichneten Punkt {\displaystyle P} („Paris“) wie folgt definiert: Der Abstand zweier verschiedener Punkte, deren Verbindungsgerade durch {\displaystyle P} verläuft, ist ihr Abstand unter der gewöhnlichen euklidischen Metrik. Der Abstand zweier verschiedener Punkte, deren Verbindungsgerade nicht durch {\displaystyle P} verläuft, ist die Summe ihrer Abstände von {\displaystyle P}.
- Die Hausdorff-Metrik misst den Abstand zwischen Teilmengen, nicht Elementen, eines metrischen Raums; man könnte sie als Metrik zweiten Grades bezeichnen, denn sie greift auf eine Metrik ersten Grades zwischen den Elementen des metrischen Raums zurück.
- Der Hamming-Abstand ist eine Metrik auf dem Coderaum, die die Unterschiedlichkeit von (gleich langen) Zeichenketten angibt.

## Erzeugte Topologie
Die offenen Kugeln in einem metrischen Raum erzeugen (als Basis) eine Topologie, die von der Metrik induzierte Topologie.
Sind zwei metrische Räume {\displaystyle (M_{1},d_{1})} und {\displaystyle (M_{2},d_{2})} gegeben, dann heißen sie
- homöomorph (topologisch isomorph), wenn es einen Homöomorphismus (d. h. eine in beiden Richtungen stetige Abbildung) zwischen ihnen gibt.
- isometrisch, wenn es eine bijektive Isometrie zwischen ihnen gibt. Zwei isometrische Objekte im euklidischen Raum sind kongruent.
Ist {\displaystyle M_{1}=M_{2}} und sind die Räume nicht isometrisch, dann gelten die Metriken {\displaystyle (M_{1},d_{1})} und {\displaystyle (M_{1},d_{2})} als nicht äquivalent.
- quasi-isometrisch, wenn es eine Quasi-Isometrie zwischen ihnen gibt.

## Einordnung in die Hierarchie mathematischer Strukturen
Metriken geben einem Raum eine globale und eine lokale mathematische Struktur. Die globale Struktur kommt in geometrischen Eigenschaften wie der Kongruenz von Figuren zum Ausdruck. Die lokale metrische Struktur, also die Definition kleiner Abstände, ermöglicht unter bestimmten zusätzlichen Voraussetzungen die Einführung von Differentialoperationen.
Der Begriff „topologischer Raum“ verallgemeinert den Begriff „metrischer Raum“:
Jeder metrische Raum ist ein topologischer Raum mit der Topologie, die durch die Metrik induziert wird (siehe dazu Umgebung). Jeder metrische Raum ist ein Hausdorff-Raum.
Ein topologischer Raum heißt metrisierbar, wenn er zu einem metrischen Raum homöomorph ist. Damit ist ein topologischer Raum (X,T) metrisierbar, wenn eine Metrik d auf X existiert, welche die Topologie T induziert.
Ein vollständiger metrischer Raum ist ein metrischer Raum, in dem jede Cauchy-Folge konvergiert. Siehe dazu den ausführlichen Artikel vollständiger Raum. Ein vollständiger normierter Vektorraum heißt Banachraum. Ein Banachraum, dessen Norm durch ein Skalarprodukt induziert ist, heißt Hilbertraum.
Mangels struktureller Voraussetzungen lassen sich Cauchy-Folge und Vollständigkeit auf allgemeinen topologischen Räumen nicht definieren. Existiert wenigstens eine uniforme Struktur, dann gibt es Cauchy-Filter und die Möglichkeit der Vervollständigung, die jedem Cauchy-Filter einen Grenzwert zuordnet.

## Geschichte
Metrische Räume wurden 1906 von Maurice Fréchet in der Arbeit Sur quelques points du calcul fonctionnel erstmals verwendet. Der Begriff metrischer Raum wurde von Felix Hausdorff geprägt.